# Savas, o Santificado
Savas, o Santificado (em grego: Σάββας ὁ Ἡγιασμένος; Mázaca, Capadócia, 439 - Laura de São Savas, 5 de dezembro de 532) foi um monge, eremita e arquimandrita capadócio grego dos séculos V-VI. Oponente assumido dos monofisistas e dos origenistas, Savas tentou dissuadir os imperadores bizantinos (Anastácio I Dicoro em 511 e Justiniano em 531) contra eles. A ele é atribuído a autoria do Típico de São Savas (Typicon S. Sabae), um regulamento para o Culto Divino, embora ainda haja controvérsias.

## Biografia

### Início da vida
Filho do militar João e de sua esposa Sofia, aos oito anos ingressou no mosteiro de Flaviano II de Antioquia, onde ele se dedicou ao aprendizado do Saltério e outros deveres monásticos, além da prática das virtudes piedosas, se distinguindo por sua abstinência, humildade e obediência, nas quais superou seus companheiros monges. Aos 17 anos recebeu a tonsura monástica, e adquiriu tamanha perfeição na vida monástica que a ele foi concedido o dom da taumaturgia. Ao fim de uma ascese de 10 anos, pediu a bênção do abade para partir definitivamente para Jerusalém, de tal maneira que desejava ascender continuamente em glória na hesiquia do deserto. De acordo com uma visão divina, o abade deu o seu consentimento e assim Savas, com a idade de 18 anos, chegou a Jerusalém onde foi recebido no mosteiro de São Passarião da Palestina e passou o inverno de 456-457. No entanto, ainda que fosse instado pelo Arquimandrita Padre Elpídio e alguns dos irmãos para ficar com eles, Savas desejou se juntar aos anacoretas que estavam lutando sob a orientação do homem Santo e operador de milagres, São Eutímio, o Grande. Assim, após receber a bênção de Elpídio para isso, Savas partiu ao encontro de São Eutímio. Eutímio, entretanto, recusou-se a manter Savas em sua Laura, enviando-o ao Abade Teoctisto, chefe do mosteiro vizinho com uma regra cenobita, e predizendo que Savas seria distinguido na vida monástica.

### A vida monástica e a fundação da Grande Laura
Por mais 10 anos, São Savas levou uma vida de grande piedade, até que Teoctisto morreu, e dois anos depois, Maridos, o sucessor de Teoctisto, também faleceu. Após tal, Savas pediu ao novo abade, Longino, que lhe permitisse seguir a vida eremítica. Logino, então, reconhecendo a extrema virtude de Savas e com o consentimento de Eutímo, cedeu ao desejo do monge e o ordenou então que se isolasse. Dessa forma, nos 5 anos que se seguiram, Savas viveu em uma caverna ao sul do mosteiro, rezando, trabalhando e não comendo nada durante cinco dias de cada semana. Durante a Quaresma, Savas ficou com Eutímio e seu discípulo Dometiano no grande deserto palestino de Rouba, entre o vale do Cédron e o mar Morto, jejuando, bebendo parcamente, rezando e praticando a vigília, através da Nepsis. O monge continuou este modo de vida nos últimos anos também.
Em 20 de janeiro de 473, São Eutímio morreu e Savas, já com 35 anos, não voltou ao cenóbio, mas partiu para o deserto oriental, Rouba e Coutila (próximo de Jericó), na época em que Gerásimo do Jordão brilhava no deserto jordaniano. Savas permaneceu neste deserto por quatro anos, onde estava espiritualmente ligado a São Teodósio, o Cenobiarca, por meio do monge Anthos. Foi lá que sua profunda crença em Deus e sua extrema virtude permitiram alcançar o completo destemor dos demônios e feras e ganhar o respeito dos bárbaros. Mais tarde, ele se mudou para uma caverna no lado leste do vale do Cédron, ainda hoje conhecida como a caverna de São Savas, em frente ao Laura. Cinco anos depois, cerca de setenta eremitas e anacoretas, começaram a se reunir em torno de Savas, esses compuseram a primeira irmandade da Laura em 483 e foi fundada a Laura de São Savas.

### A fundação de novos mosteiros e a luta contra o monofisismo
Posteriormente, São Savas foi desprezado e caluniado por alguns de seus próprios monges, que pediram ao Patriarca Salústio para substituir Savas como abade. Salústio, porém, considerando que Savas era um homem santo, ordenou-o como presbítero e consagrou a Igreja de Teoctisto, em 12 de dezembro de 491. Mais monges se juntaram a ele, principalmente armênios, atraídos por seu exemplo, sua vida, sua ascese e os milagres a ele atribuídos e, em 492, São Savas chegou à fortaleza de Castélio, no deserto a nordeste de Laura, onde fundou um cenóbio e iniciou uma irmandade monástica. Em 494, o Patriarca Salústio nomeou São Savas o arquimandrita de todos os mosteiros da Palestina Prima em 494., na área da Cidade Santa, e São Teodósio, chefe e arquimandrita de todos os cenóbios. No entanto, os monges que anteriormente haviam caluniado Savas, revoltaram-se novamente e esse, desejando apaziguá-los, foi forçado a deixar a Laura, sua ausência durou cinco anos (503–508) e durante esses anos ele organizou dois novos cenóbios, em Gadara e Nicópolis. Finalmente, a reintegração de Savas no cargo de abade obrigou os monges revoltados a deixar a Grande Laura e instalar-se na Nova Laura, ainda assim, São Savas, os ajudou a construir e organizar sua própria Laura, nomeando São João, o Silencioso como seu abade. Antes da sua morte, construiu mais duas lauras, a Laura de Heptástomo (512) e a Laura de Jeremias, e mais duas Cenóbias, a de Espelião (509) e a de Escolário (512).

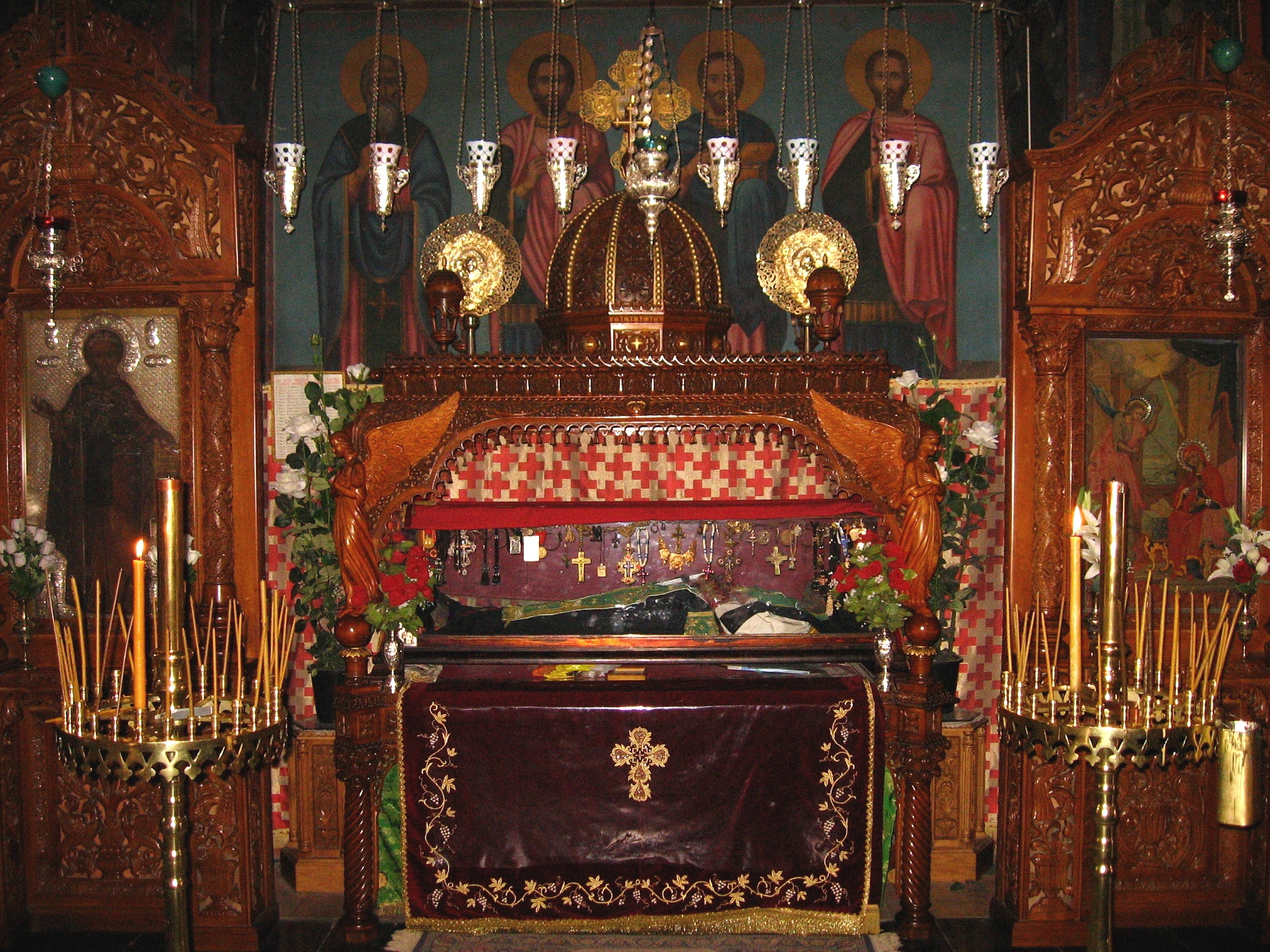
Relíquias de São Savas no Católico da Laura de São Savas, Cisjordânia

Assim sendo, pela pressão e ação do imperador monofisista Anastácio I e dos principais monofisistas Severo de Antioquia, Filoxeno e Soterico, bispos monofisistas gradualmente se instalaram nas Igrejas do Oriente. São Savas, instado pelo patriarca ortodoxo de Jerusalém, Elias, foi para Constantinopla em 512 e ali conseguiu persuadir o imperador a anular o deslocamento do patriarca. No ano seguinte, quando o patriarca ortodoxo foi deslocado pelo imperador, São Savas reuniu todos os monges do deserto em Jerusalém para proteger Elias e anatematizou os delegados heréticos do imperador. Ele organizou um movimento semelhante três anos depois, em 516, para apoiar o novo patriarca de Jerusalém, João III, com a ajuda de São Teodósio, o Cenobiarca.
São Savas visitou Constantinopla pela segunda vez vinte e quatro anos depois, em 530, aos noventa anos. O monge reverteu na Palestina as medidas que o imperador Justiniano pretendia impor em resposta aos tumultos causados pela revolta dos samaritanos e dos judeus, em 529. Ademais, Savas exortou o imperador a realizar obras públicas na Palestina e expulsar as heresias de Ário, Nestório e Orígenes, em troca das quais profetizou que Justiniano ganharia a expansão do império na África e Itália. Sendo assim, no período referente aos últimos anos de vida de São Savas foram registrados muitos milagres ocorridos, segundo as crenças, devido as orações de Savas.

## Legado

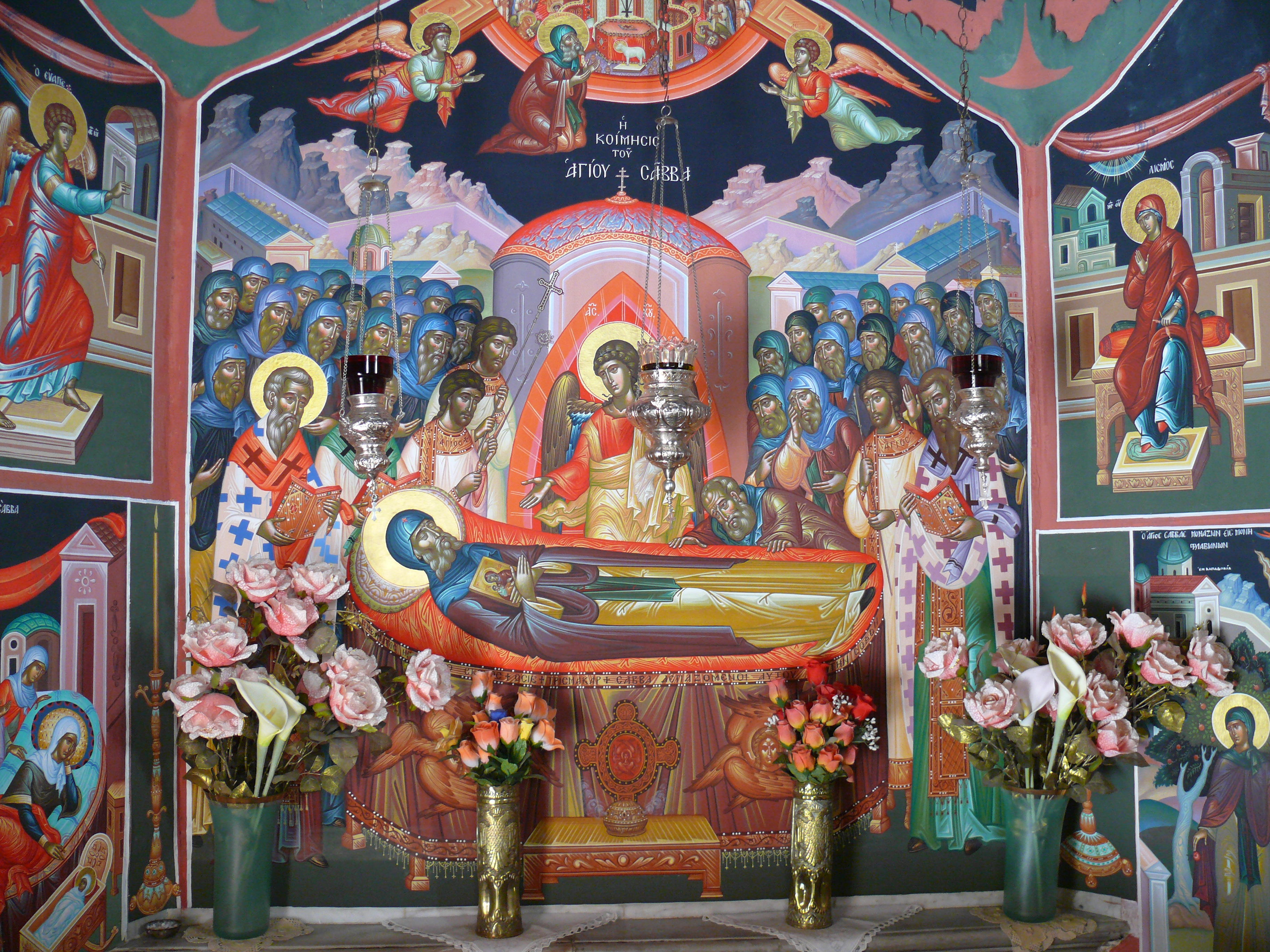
Ícones no interior de uma capela no Monastério de São Savas, no qual é representado São Savas morto

Além de questões de doutrina teológica, que afetavam a igreja intelectual e a oficial, a herança savaíta transcendeu o tempo e o lugar por meio de sua tipika monástica e litúrgica. O typikon monástico foi amplamente adotado devido à antiga reputação do centro monástico palestino, que remontava até Cárito e Eutímio, e devido aos locais santificados pelos profetas Elias, Eliseu, São João Batista e o próprio Cristo, no meio dos quais estava localizado. O typikon litúrgico savaíta, incluindo seus hinos, associado aos próprios locais em que ocorreram os eventos mencionados na liturgia, poderia ser emprestado para uso do rito da catedral, porque o rito monástico na Palestina, ao contrário daquele do Egito, ou do Sinai, incorporava cantos à oração, assim como se fazia no rito da Catedral.
Nas várias facetas da sua atividade literária e escriba, sobretudo durante os primeiros 700 anos da sua existência, o mosteiro constituiu o centro intelectual da Sé de Jerusalém. Sua produção não foi apenas teologia abstrata, mas sim uma definição útil e refinada da fé ortodoxa, adequada para servir em disputas contra heresias, traduções úteis para os cristãos ortodoxos do Oriente, hinos festivos e a tipika litúrgica, tudo relacionado à vida religiosa de monges e leigos. A reputação do mosteiro, localizado no deserto de Jerusalém, foi reforçada pela reputação da Cidade Santa. A equivalência entre Jerusalém e a Grande Laura é melhor refletida na seguinte passagem, de "The Passion of St. Michael the Sabaite": "Assim como Jerusalém é a rainha de todas as cidades, também a Laura de Savas é o príncipe de todos os desertos e na medida em que Jerusalém é a norma das outras cidades, também São Savas é o exemplo para os outros mosteiros."
Assim, os ensinamentos de São Savas e a tradição monástica savaíta estão cristalizadas nas práticas religiosas orientais e ocidentais tanto no que se refere à leigos quanto à religiosos, visto que não o monasticismo não somente assimilou a herança de São Savas, mas também a veneração iconógrafa do Santo. Sua Grande Laura continuou por muito tempo a ser o mosteiro mais influente na região da Palestina e produziu vários santos monges ilustres, entre eles São João Damasceno. A Igreja de San Saba em Roma é dedicada a ele.